# Higashiyamato
Higashiyamato (jap. 東大和市, Higashi-Yamato-shi, „Tokios Stadt Yamato“) ist eine Stadt in der japanischen Präfektur Tokio westlich von Tokio.

## Geographie
Higashiyamato liegt westlich von Tokio und nördlich von Hachiōji.

## Geschichte
Die Stadt wurde am 1. Oktober 1970 gegründet. Davor existierte schon ein Dorf Yamato (jap. 大和村, -Mura), das 1919 aus einem Zusammenschluss mehrerer Dörfer entstanden war und 1954 zur [kreisangehörigen/Land-] Stadt (-machi) wurde. Bei der Ernennung zur [kreisfreien] Stadt (-shi) wurde dem Stadtnamen Higashi- vorangestellt.

## Verkehr
- Zug:
  - Seibu Haijima-Linie: nach Haijima und Ikebukuro

## Söhne und Töchter der Stadt
- Nobuyuki Abe (* 1984), Fußballspieler
- Akihiro Hayashi (* 1987), Fußballspieler
- Kōichirō Morita (* 1984), Fußballspieler
- Yūya Yagira (* 1990), Schauspieler

## Angrenzende Städte und Gemeinden
- Präfektur Tokio
  - Tachikawa
  - Higashimurayama
  - Kodaira
  - Musashimurayama
- Präfektur Saitama
  - Tokorozawa

## Städtepartnerschaften
- Kitakata, Japan